# Zerenopsis
Zerenopsis là một chi bướm đêm thuộc họ Geometridae.